# Allen J. Bard

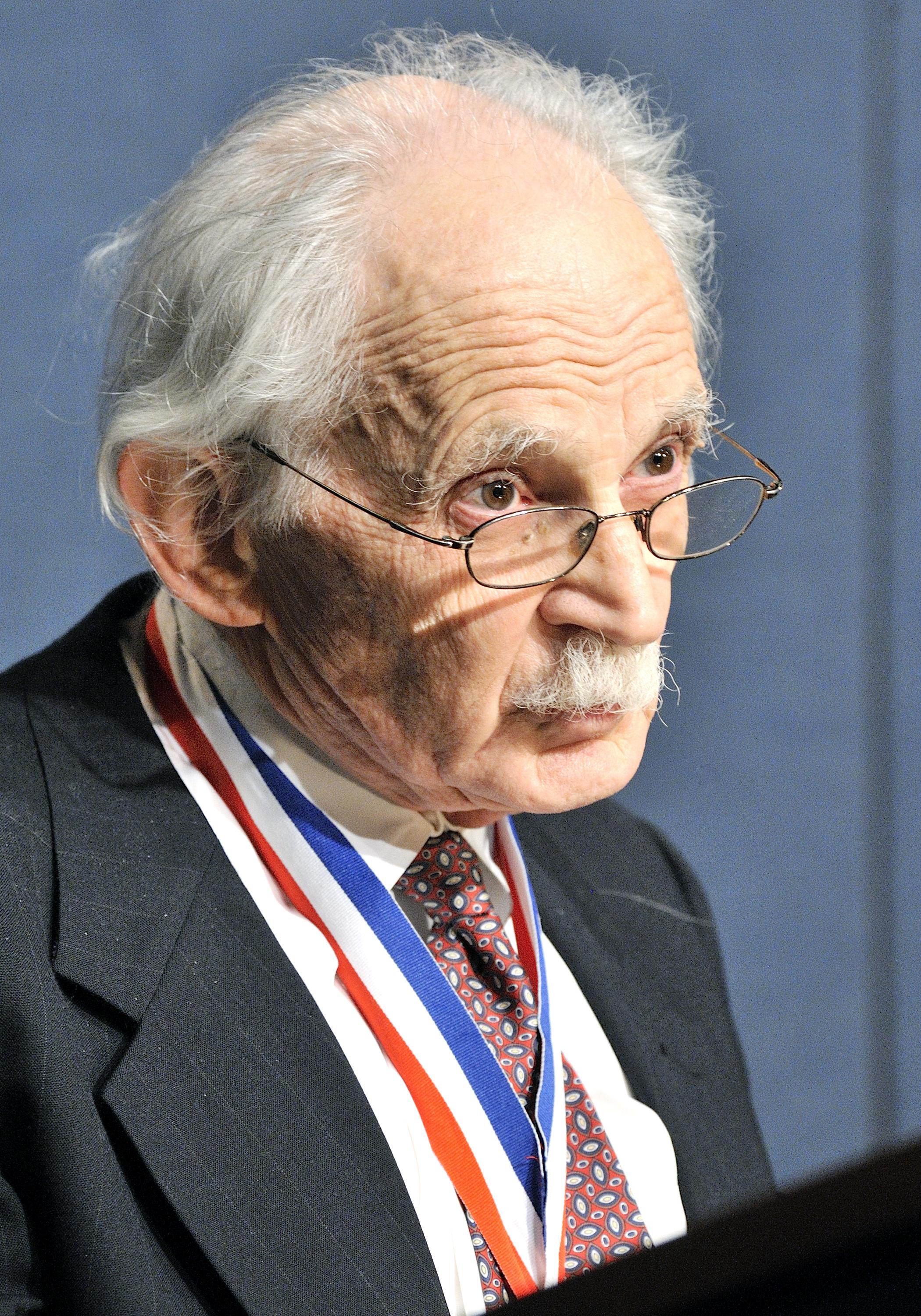
Allen J. Bard bei der Verleihung des Enrico-Fermi-Preises 2014.

Allen Joseph Bard (* 18. Dezember 1933 in New York City; † 11. Februar 2024 in Austin, Texas) war ein US-amerikanischer Chemiker, der sich vor allem mit Elektrochemie befasste und der für seine Beiträge zur Entwicklung der elektrochemischem Rastermikroskopie ausgezeichnet wurde.

## Leben und Werk
Bard besuchte 1948 bis 1951 die Bronx High School of Science, studierte am City College of New York (Bachelor-Abschluss 1955) und an der Harvard University, wo er 1956 seinen Master-Abschluss machte und 1958 promoviert wurde. Ab 1958 war er an der University of Texas at Austin, wo er als Professor den Rest seiner Karriere blieb. Seit 1985 war er dort Hackerman-Welch-Regents Professor. 1973 war er Gastwissenschaftler in Paris im Labor von Jean-Michel Savéant (1933–2020) und 1977 am Caltech und 1988 Gastprofessor in Harvard. 1982 wurde er in die National Academy of Sciences, 1990 in die American Academy of Arts and Sciences und 1999 in die American Philosophical Society gewählt.
Bard entwickelte das elektrochemische Rastermikroskop, das chemische Bilder von Oberflächen liefert und Anwendungen in der chemischen Nanotechnik und Medizin hat, wie Bilder von Transportwegen von Chemikalien auf der Hautoberfläche, Erkennen von Krebszellen oder lithographische Musterbildung auf Oberflächen.
Bis 2014 betreute er 75 Doktoranden und veröffentlichte mit Stand September 2020 über 1070 wissenschaftliche Arbeiten (2010: über 800). Sein h-Index liegt laut der Datenbank Scopus zum Stand September 2020 bei 150. Außerdem erhielt er 30 Patente.
1982 bis 2001 war er Herausgeber des Journal of the American Chemical Society. Er war auch gemeinsam mit Martin Stratmann Herausgeber einer elfbändigen Encyclopedia of Electrochemistry, die beim Verlag Wiley-VCH erschienen ist.

## Ehrungen
Bard erhielt 1984 den Charles N. Reilley Award der Society for Electroanalytical Chemistry, 1987 den Olin-Palladium-Preis der US-amerikanischen Electrochemical Society, 2002 die Priestley-Medaille, 2007 den Heinz Gerischer Award und 2008 den Wolf-Preis in Chemie. Für 2011 wurde ihm insbesondere für seine Entwicklung des elektrochemischen Rastermikroskopes die National Medal of Science zugesprochen, für 2013 der Enrico-Fermi-Preis und für 2019 der Internationale König-Faisal-Preis in Chemie. 2013 begründete die Electrochemical Society zu seinen Ehren den Allen J. Bard Award in Electrochemical Science, der seit 2015 alle zwei Jahre vergeben wurde. 2014 erhielt er die Torbern-Bergman-Medaille der Schwedischen Chemischen Gesellschaft.

## Schriften
- Chemical Equilibrium. Harper and Row, New York 1966
- mit Larry R. Faulkner: Electrochemical Methods. Fundamentals and Applications. 1980, 2. Auflage, Wiley 2001
- Integrated chemical systems. A chemical approach to Nanotechnology. Wiley 1994
- mit Michael Mirkin (Herausgeber): Scanning electrochemical microscopy. Marcel Dekker 2001